# Большой Сардык (река)
Большой Сардык — река в России, протекает в Селтинском районе Республики Удмуртия. Устье реки находится в 177 км по правому берегу реки Кильмезь. Длина реки составляет 19 км, площадь водосборного бассейна 72,2 км².
Исток реки восточнее деревни Кырчим-Копки в 19 км к северо-западу от села Селты. Река течёт на юго-восток по заболоченному ненаселённому лесу, впадает в Кильмезь у деревни Виняшур-Бия.

## Данные водного реестра
По данным государственного водного реестра России относится к Камскому бассейновому округу, водохозяйственный участок реки — Вятка от водомерного поста посёлка городского типа Аркуль до города Вятские Поляны, речной подбассейн реки — Вятка. Речной бассейн реки — Кама.
По данным геоинформационной системы водохозяйственного районирования территории РФ, подготовленной Федеральным агентством водных ресурсов:
- Код водного объекта в государственном водном реестре — 10010300512111100038774
- Код по гидрологической изученности (ГИ) — 111103877
- Код бассейна — 10.01.03.005
- Номер тома по ГИ — 11
- Выпуск по ГИ — 1